# Pandelleia sexpunctata
Pandelleia sexpunctata là một loài ruồi trong họ Tachinidae.